# Manfred Seel
Manfred Adolf Seel (* 30. Oktober 1946 in Königstein im Taunus; † 26. August 2014 in Schwalbach am Taunus), von der Presse Hessen-Ripper oder Jack the Ripper von Schwalbach genannt, war ein mutmaßlicher deutscher Serienmörder, der seine Opfer im Rhein-Main-Gebiet tötete. Seels Täterschaft wird derzeit für fünf Mordfälle angenommen, in vier weiteren ungeklärten Fällen wird noch ermittelt.

## Leben
Manfred Seel wuchs als Einzelkind in Kronberg im Taunus auf. 1957 wechselte er auf die Realschule in Oberursel. Danach absolvierte er in der Frankfurter Traditionsdruckerei und Klischeeanstalt Georg Stritt & Co. in der Mainzer Landstraße 184 eine Lehre als Klischeeätzer. 1967 begann sein zweijähriger Wehrdienst. Von 1968 bis 1969 diente Seel im Raketenartilleriebataillon 52 in der Steuben-Kaserne in Gießen.
Ab 1970 arbeitete er in seinem gelernten Beruf in Frankfurt und begann 1973, nachdem er auf dem zweiten Bildungsweg sein Abitur absolviert hatte, an der Goethe-Universität Frankfurt ein Studium der Kunst- und Sozialgeschichte, das er kurze Zeit später wieder abbrach. Seine Arbeitsstelle in der Mainzer Landstraße befand sich in Nähe zum Johanna-Kirchner-Stift, in dem 1970 die beiden Opfer Gudrun Ebel und Hatice Erülkeroğlu beschäftigt waren. Zusammen mit seinem Partner Werner Lederer führte er ab 1986 ein kleines Entrümpelungs- und Gartenbau-Unternehmen in Schwalbach. Seine Frau, mit der er seit 1973 verheiratet war und seit 1979 eine gemeinsame Tochter hatte, starb im Jahr 2013. In seiner Freizeit spielte Seel von 1985 bis 2014 Klarinette und Saxophon in der Band Overall Jazz Gang. Von seinen Nachbarn wurde er als freundlicher und unauffälliger Mann beschrieben, der jedoch gelegentlich zu aggressiven Ausbrüchen neigte.
Manfred Seel soll laut Zeugenaussagen Anfang der 1990er Jahre regelmäßig den Frankfurter Straßenstrich aufgesucht haben. Eine Prostituierte berichtete, dass sie von ihm misshandelt worden sei und diesen Vorfall der Hotline des Frankfurter Streetwork- und Beratungsprojekts für Sexarbeiterinnen meldete, um andere Frauen vor seinem gewalttätigen Verhalten zu warnen. Im Jahr 1996 machte er eine Alkoholentziehungskur in der Entzugsklinik Sonnenberg in Erbach/Odenwald. 2014 starb Manfred Seel, nachdem er ein Jahr zuvor die Diagnose Speiseröhrenkrebs erhalten hatte.
Die Ermittlungen gegen Seel begannen wenige Wochen nach seinem Tod: Seine Tochter und ihr Lebensgefährte entdeckten bei der Auflösung seines Haushalts in einer von Seel gemieteten Garage Leichenteile und informierten die Polizei. Seit September 2015 ist die LKA-Arbeitsgruppe Alaska, die Manfred Seel als Hauptverdächtigen mehrerer Morde ausgemacht hat, mit der Aufklärung dieser Fälle beschäftigt. Alaska war der Spitzname von Manfred Seel, da er dafür bekannt war, auch in der warmen Jahreszeit häufig Pelzbekleidung zu tragen und zudem Alaska eines seiner bevorzugten Reiseziele war. Seel galt zuvor als „unbescholtener Bürger“. Die Spur führt ins Frankfurter Rotlichtmilieu und zum Aufrollen alter und ungeklärter Fälle  von Prostituiertenmorden.

## Morde
Die Seel zugeschriebenen Morde wurden mit großer Brutalität und Destruktivität aus sexuellem Sadismus ausgeführt. Die Opfer wurden durch „scharfe Gewalt in sexuell relevanten Zonen“ getötet. Bezeichnend ist, dass der Täter als Trophäe seinen Opfern, bis auf einen Fall post mortem, Organe entnahm, beziehungsweise ihnen bestimmte Körperteile wie Genitalien oder Arme und Beine abschnitt, die er später an verborgenen Orten aufbewahrte. Der Täter habe sich vermutlich bewusst einen Rückzugsort gesucht, um die Tatbegehung dann ungestört in seine sexuellen Phantasien mit einbauen zu können. Auch Kannibalismus kann derzeit nicht ausgeschlossen werden.
Den Opfern wurden stets unterschiedliche Körperteile entnommen und niemals die gleichen. Ermittler Frank Hermann sagte dazu auf einer Pressekonferenz: „Mal sei es ein rechtes Bein, mal ein linker Arm – wenn Sie das zusammenrechnen, könnten Sie sich tatsächlich dadurch einen neuen Körper herstellen“. Die Polizei räumt ein, dass Manfred Seel bei der Ausübung seiner Taten möglicherweise einen Komplizen gehabt haben könnte. Anlass dazu geben die Spuren und das extreme Verletzungsbild an einer Leiche, die möglicherweise erst durch das Zusammenwirken zweier Personen möglich wurden. Das Landeskriminalamt wandte sich mit einem Aufruf an die Bevölkerung, um weitere Hinweise über den oder die Täter und seine Opfer zu erhalten. Auch ist man auf der Suche nach überlebenden Opfern, mithilfe deren Aussage Rückschlüsse auf den Täter, sein Motiv oder auf den Tathergang gezogen werden könnten.

„Ja, dieser Fall ist ganz sicher der außergewöhnlichste in meinem Berufsleben. Die Gewalt ist so widerwärtig und unfassbar, das sprengt alles, was ich bislang erlebt habe.“

## Motiv
Die Polizei sieht in Manfred Seel einen Frauen- oder Menschenhasser. Auf den Festplatten mehrerer PCs, die sich in seinem Keller befanden, fanden die Ermittler 32 000 gewaltpornographische und gewaltverherrlichende Fotos und Filme. Das pornographische Material der Sammlung hat im Laufe der Zeit eine Größenordnung von fünf Terabyte erreicht. Man geht davon aus, dass Seel im Darknet mithilfe einer Spezialsoftware surfte, die keine Spuren hinterlässt. Möglicherweise dienten sie Seel als graphische Vorlage für seine Taten, welche die Auslebung seiner sexuellen Phantasien bedeuteten. Nach Aussage des in dem Fall ermittelnden Fahnders Frank Herrmann handelt es sich nicht um eine Reihe von spontan und emotional abgelaufenen Sexualdelikten, sondern um sehr stringente Handlungen bei der Tötungsserie, wobei die sexuelle Komponente darin auf einer anderen Ebene liege.
Die Ermittler gehen im Fall Seel davon aus, dass der Täter hinter seiner bürgerlichen Fassade über Jahrzehnte ein Doppelleben geführt haben muss. Nach Aussage der Kriminalpsychologin Lydia Benecke hätte der Täter keinerlei Mitgefühl oder Schuldempfinden gehabt. Er würde die Opfer als Objekte für die Befriedigung seiner Triebe sehen, die er nach Benutzung wegwirft. Die Gründe für die Mordtaten liegen mit hoher Wahrscheinlichkeit in seiner Persönlichkeit, die von sadistischen Phantasien geprägt war, denen vermutlich ein geringes Selbstwertgefühl zugrunde lag. Die Entmenschlichung des Opfers, seine Erniedrigung, das Zufügen von Schmerzen, grenzenloses Machterleben, ein stark herabgesetztes Empathieempfinden und Kontrolle über das Opfer müssen in der Mordserie eine große Rolle gespielt haben. Die Trophäenjagd und das Aufbewahren von Körperteilen der Opfer dienten möglicherweise einer weiteren Luststeigerung nach der eigentlichen Tat.
Nach Meinung des Kriminalpsychologen Helmut Kury verspürte Seel „Lust an Gewaltausübung und Aggression“ und es habe ihm sehr wahrscheinlich an „emotionaler Schwingungsfähigkeit“ gefehlt. Er geht davon aus, dass die „soziale Seite“ seiner Persönlichkeit und der Aufbau seiner bürgerlichen Fassade hauptsächlich dem Kaschieren seiner perversen Neigungen gedient haben. Der offensichtlich steuerungsfähige Täter sei in der Lage gewesen, intelligent zu handeln. Er habe nicht spontan und im Affekt agiert, sondern seine Taten (Auswahl der Opfer sowie der Tathergang) zuvor minutiös geplant. Die Ursachen für seine sadistischen Verbrechen könnten in frühkindlichen Entwicklungen gelegen haben. Seels Tötungstrieb setzte nach Ansicht der ermittelnden Polizei zwischen den Jahren 1971 und 1991 wahrscheinlich aus, da er sich durch veränderte Lebensumstände wie Heirat und Familiengründung in einer psychisch stabilen Phase befunden hatte.

## Opfer
Die Polizei geht davon aus, dass Seel zwischen 1971 und 2004 mindestens fünf Frauen ermordet hat. Vor allem drogenabhängige Sexarbeiterinnen vom Straßenstrich, die als Hochrisikogruppe eingestuft werden, da sie leicht angesprochen werden können und ihr Verschwinden meist nicht sofort bemerkt wird, gehörten offenbar zum bevorzugten Beuteschema des Serientäters. Die untersuchten Mordfälle weisen große Verhaltensübereinstimmungen auf, so ist eine „persönliche Handschrift des Täters“ erkennbar. Die Gemeinsamkeit der ritualhaften Mordserie liegt darin, dass alle Opfer durch Erwürgen oder Erdrosseln getötet wurden. Außerdem wurden der Schambereich oder die Brüste der Frauen verunstaltet. Des Weiteren wurden allen Körperteile oder Organe entnommen. Die ungeklärten Morde an folgenden Personen werden derzeit mit ihm in Verbindung gebracht:
- Februar 1971 – Gudrun Ebel (19), Reinigungskraft[22] und Altenpflegehelferin.[3] Sie war möglicherweise Seels erstes Opfer. Ihre Leiche wurde am 6. Februar 1971[3] in einer Gartenhütte bei Bad Vilbel[22] entdeckt. Nach Angaben der Ermittler wies die Tote Zeichen sadistischer Handlungen auf. Der Mörder hatte ihr mit einem Messer den Unterbauch geöffnet und ihr die Gebärmutter entnommen.[23] Die Polizei geht davon aus, dass der Täter sie in eine Gartenlaube lockte und sich dort an ihr verging.[24]
- April 1971 – Hatice Erülkeroğlu (23), türkische Altenpflegerin. Sie war eine Kollegin von Gudrun Ebel. Es besteht möglicherweise ein Zusammenhang, da sich zu dieser Zeit Manfred Seels Ausbildungs- sowie spätere Arbeitsstätte in unmittelbarer Nähe des Johanna-Kirchner-Stift-Altenheimes befand. Täter und Opfer könnten sich möglicherweise in einer benachbarten „Party-Location“, einem stillgelegten Eisenbahnwaggon auf einer ehemaligen Brachfläche,[16] der häufig als Treffpunkt von Jugendlichen fungierte, kennengelernt haben.[9] Die Tat, bei der das Opfer auf der Camberger Brücke attackiert, ihm massive Verletzungen an Kopf (dabei wurde das Gesicht zertrümmert) und Geschlechtsbereich zufügt wurden,[3] wurde vermutlich von einem Täter mit einer sexuell sadistischen Persönlichkeitsstruktur begangen.[14]
- Juni 1991 – Gisela Singh (36), heroinabhängige, obdachlose und HIV-positive Prostituierte, Mutter einer Tochter. Ihr Körper wurde 14 Tage nach ihrem Verschwinden[3] unter einem Reisighaufen an einem Parkplatz im Hofheimer Wald von Pilzsammlern entdeckt.[25] Singh arbeitete auf dem Strich in der Frankfurter Kaiserstraße. Sie wurde am 14. Juni 1991 gegen 15 Uhr zum letzten Mal im Café Fix (einer Drogenberatungsstelle in der Frankfurter Moselstraße) lebend gesehen.[3] Kurz zuvor hatte sie sich einer ärztlichen Behandlung unterzogen.[26]  Dabei wurde festgestellt, dass sich ihre HIV-Erkrankung bereits in einem sehr fortgeschrittenen Zustand befand. Danach soll sie nach unbestätigten Zeugenaussagen auf dem Straßenstrich[26] noch einmal in der Westendstraße (im Sommer 1991 hatte sich der Straßenstrich vom Frankfurter Bahnhofsviertel auch in die Westendstraße ausgebreitet) gesichtet worden sein. In ihrer Handtasche wurde neben Tablettenröhrchen und Einwegspritze[27] auch eine Fahrkarte für den Eilzug E3414 von Karlsruhe nach Heidelberg gefunden,[26] die am gleichen Tag abgestempelt worden war. Die Polizei ging seinerzeit davon aus, dass es sich bei dem Täter womöglich um einen Fernfahrer gehandelt haben könnte. Auch wurde eine Spur untersucht, welche auf einen 40- bis 50-jährigen und ca. 1,80 Meter großen Freier namens Hans hindeutete, der mit einem blauen Opel Rekord[28] und Darmstädter Kennzeichen unterwegs war.[26] Später wies man nach, dass Seel definitiv ein Freier von Singh gewesen war.[3] Die Frau wurde erdrosselt oder erwürgt. An ihrem Bauch wurden mehrere Stichwunden und an ihren Oberschenkeln eine Vielzahl von Narben gefunden. Zum Zeitpunkt des Auffindens war die Leiche schon stark verwest und der Kopf teilweise skelettiert.[28]
- Dezember 1993 – Dominique Monrose (32), aus Martinique stammende drogenabhängige, obdachlose und HIV-positive Prostituierte.[3] Sie wurde zum letzten Mal am 3. Dezember 1993 lebend gesehen. Die Polizei geht davon aus, dass sie noch am gleichen Tag getötet wurde.[3] Ihr Torso wurde in einem Müllsack an der Friedberger Landstraße aufgefunden. Der Täter hatte ihren Kopf mit einem Messer abgetrennt. Ihre ebenfalls in Plastiksäcken verstauten Körperteile wurden an unterschiedlichsten Stellen am sogenannten Spaghettiknoten der A661 (Taunusschnellweg) aufgefunden. Es wird davon ausgegangen, dass der Mörder ihren Torso etwa zehn Tage lang in einer Kühltruhe aufbewahrt hatte,[3] um sich länger mit ihm beschäftigen zu können.[14] Von Monrose ist bekannt, dass sie mit der Szene in Konflikt geraten war, da sie die üblichen Marktpreise unterboten hatte. Sie hatte sich einem Methadon-Programm unterzogen und lebte bei einem ehemaligen Freier, der ihr Verschwinden meldete.[29]
- Juli 1996 –  Pia Isabel Heym (27), Bankangestellte.[30] Der abgetrennte Kopf der psychisch kranken Frau, die seit Juli 1996 als vermisst gemeldet war, wurde in einer Kleingartenanlage in Frankfurt-Sachsenhausen gefunden. Nach Angaben der Polizei nahm Heym Tabletten zur Behandlung schizophrener Schübe ein.[22] Möglicherweise wurde sie ein weiteres Opfer Seels.
- Juli 1998 – Julia Anne Schröder[31] (18), drogenabhängige Prostituierte, die auf dem Straßenstrich arbeitete. Sie verschwand im Juli 1998 aus dem Frankfurter Bahnhofsviertel. Die Frau soll sich in einem desolaten gesundheitlichen Zustand befunden haben.[22] Die Polizei geht von einem Tötungsdelikt aus, ihre Leiche wurde bislang noch nicht gefunden.
- September 1999 – Gabriele de Haas (32), drogenabhängige Prostituierte, die 1999 verschwand. Möglicherweise hatte sich der Täter mit ihr zuvor in einem SM-Forum ausgetauscht.[32] Die Polizei geht von einem Tötungsdelikt aus, ihre Leiche wurde bislang noch nicht gefunden.
- April 2004 – Fund eines in Aluminiumfolie eingewickelten skelettierten Frauenkopfes in der Staustufe Offenbach. Obwohl das Gesicht mittels computergestützter forensischer Technik rekonstruiert werden konnte, ist die Identität des Opfers bislang noch nicht geklärt.[33]
- 2004 – Britta Simone Diallo (43). Laut Zeugenaussagen war Seel offenbar ein Stammfreier Diallos und soll eine Wohnungsentrümpelung für sie durchgeführt haben.[17] Die Prostituierte, die keinen festen Wohnsitz besaß und im Herbst 2003[14] zuletzt lebend gesehen und nicht als vermisst gemeldet[9] wurde, war vor ihrem Tod offenbar gefoltert worden. Überreste ihrer Leiche (Fuß und Oberschenkel in stark verwestem Zustand) hatte Seel in einer blauen Plastiktonne in seiner in der Schwalbacher Nordstraße von ihm angemieteten Garage versteckt. Die Leichenteile wurden am 10. September 2014[34] von Seels Tochter gefunden und führten zu Manfred Seel als posthum Verdächtigtem der Mordserie. Die bei Britta Diallo begangenen Verletzungen decken sich in sehr hohem Maße mit den Bildern auf Seels Rechner. Die Polizei nimmt an, dass in diesem Fall ein Manga-Comic, das sich im Besitz von Seel befunden hat, möglicherweise als Vorlage für diese Tat diente.[35] Es lässt sich nicht zweifelsfrei ausschließen, dass Diallo noch lebte, als ihr vom Täter mit einer Handsäge Arme und Beine abgetrennt wurden. Im Bereich von Knie, Becken, Brüsten und im Vaginalbereich wurden acht Nägel gefunden.[36] Außerdem wies der Leichnam mehrere Stich- und Schnittverletzungen auf.[35] LKA-Chefin Sabine Thurau nennt diese Tat „die Spitze der Auslebung seiner sexuellen Präferenzen“. Aufgrund der grausamen Begleitumstände schließt der Fahnder Frank Herrmann eine Einzeltat nahezu aus und lässt sein Team aus DNS-Analytikern, Profilern und anderen Spezialisten systematisch nach weiteren Opfern ermitteln.[18]

Zeitweise wurde auch eine Beteiligung Seels am Mordfall Tristan nicht ausgeschlossen. Der 13-jährige Schüler wurde 1998 in einer Unterführung des Liederbach-Kanals bei Frankfurt-Höchst von einem Unbekannten getötet. Da der Mord in der Nähe des Höchster Bahnhofs, an einer relativ stark frequentierten Stelle, begangen wurde, musste der Täter hier sehr schnell und funktional agieren. Die Polizei schrieb die Tat anhand des Modus Operandi (Parallelen zu Mordfall Singh: Die Schuhe der Getöteten wurden in einem bestimmten Muster paarweise neben der Leiche angeordnet) Manfred Seel zu. Eine daktyloskopische Analyse der Fingerabdrücke auf einem Schulheft des Opfers verlief negativ. Im Oktober 2017 teilte die Leiterin der Pressestelle der Frankfurter Polizei mit, dass Seel als Täter ausgeschlossen worden sei. Die öffentliche Fahndung nach Tristans Mörder werde „demnächst“ wieder aufgenommen.

## Ermittlungsstand
Nachdem die Untersuchung von Fingerabdrücken auf seiner Klarinette keine Spuren ergaben, konzentrieren sich die Ermittlungen im Jahr 2017 unter anderem auf mögliche Lagerstätten der Leichen und die Untersuchung von DNA auf Kleidungsstücken des Opfers. Da es sich um Altfälle, bei entsprechend schlechter Qualität der Beweismittel, handelt, werden die Analysen vermutlich noch länger andauern, um Trugspuren auszuschließen. Auch wird weiterhin in Richtung eines zweiten Täters ermittelt. Diese Hypothese konnte weder verifiziert noch ausgeschlossen werden. Die Polizei schließt einen möglichen Opferkreis, dessen genaue Zahl nicht bekannt ist, außerhalb des Rhein-Main-Gebietes nach jetzigem Kenntnisstand weitgehend aus. Bislang konnten noch keine konkreten Ergebnisse erzielt werden. Für die Taten von Manfred Seel gibt es bislang nur Indizien. Die letzten Erkenntnisse (Stand: Dezember 2017) der Ermittlungsarbeiten besagen, dass Manfred Seel vermutlich nur im Rhein-Main-Gebiet aktiv war und dass es in der Bundesrepublik und in Europa in diesem Zeitraum keine vergleichbaren Fälle gab. Die Sonderkommission und Arbeitsgruppe ist mittlerweile aufgelöst, lediglich die Mordkommission ermittelt weiter.

## Literarische Verarbeitung
Andreas Gößlings True-Crime-Thriller Wolfswut, der in Berlin anstatt im Frankfurter Umfeld spielt, ist an den Fall Seel angelehnt.
Auch die Autorin Nele Neuhaus gab bekannt, dass sie sich in einem ihrer Taunuskrimis, der im November 2018 unter dem Titel Muttertag erschienen ist, von den Taten des „Hessen-Rippers“ Manfred Seel hat inspirieren lassen. Nachdem die beiden K11-Ermittler Oliver von Bodenstein und Pia Sander auf dem Grundstück eines ermordeten Fabrikanten in Mammolshain die Skelette ermordeter Frauen finden, ziehen sie aufgrund eines perfekt inszenierten Doppellebens des Täters gewisse Parallelen zum Fall Seel und hoffen, dass sich daraus nicht der zweite „Hessen-Ripper“ entwickelt. Im Oktober 2023 veröffentlichte der Autor Florian Johannes Grimm im Rhein-Mosel-Verlag den Thriller „Alaska – Der Killer von nebenan“, der sich auf den Fall Manfred Seel bezieht.